# Lettergate
Lettergate je skandál, který poškodil PR Svatého stolce v březnu 2018. Ukázalo se, že Sekretariát pro komunikaci zmanipuloval obsah dopisu, který napsal bývalý papež Benedikt XVI. papeži Františkovi. Skandál byl pro Svatý stolec dvojnásob nepříjemný, protože přišel krátce poté, co papež František veřejně vyzval k boji proti tzv. fake news.
Konkrétně šlo o to, že sekretariát 12. března selektovaně publikoval obsah dopisu tak, aby vyzněl jako absolutní podpora konání současného papeže a pozitivní recenze na soubor teologických prací nazvaný „Teologie papeže Františka“, přičemž zatajil kritickou pasáž ohledně složení autorů souboru. Veřejná prezentace dopisu byla dokonce doplněna fotografií, na níž byly nehodící se části dílem rozostřeny a dílem zakryty knihami.
Po zveřejnění celého obsahu dopisu a následném skandálu musel rezignovat prefekt Sekretariátu pro komunikaci Dario Edoardo Viganò. Papež jeho rezignaci obratem přijal, ponechal jej však při sekretariátu jako odborného poradce.